# Pik Pleshcheeva
Der Pik Pleshcheeva (englische Transkription von russisch Пик Плещеева Pik Pleschtschejewa, deutsch ‚Pleschtschejewspitze‘) ist ein Berg im ostantarktischen Coatsland. In den La-Grange-Nunatakkern der Shackleton Range ragt er südlich der Mathys Bank auf.
Russische Wissenschaftler benannten ihn. Der Namensgeber ist nicht überliefert.